# Barbus inaequalis
Barbus inaequalis är en fiskart som beskrevs av Lévêque, Teugels och Thys van den Audenaerde, 1988. Barbus inaequalis ingår i släktet Barbus och familjen karpfiskar. IUCN kategoriserar arten globalt som otillräckligt studerad. Inga underarter finns listade.